# Paolo Rodari
Paolo Luigi Rodari (Milano, 26 aprile 1973) è un giornalista e scrittore italiano.

## Biografia
Paolo Rodari è nato e cresciuto a Milano. Dopo la maturità classica si è laureato in scienze politiche in Cattolica, con indirizzo storico-politico. Ha poi lasciato Milano per Roma, dove ha conseguito il baccalaureato in filosofia e teologia presso la Lateranense e successivamente la licenza in teologia fondamentale (riconosciuta come seconda laurea italiana) presso la Gregoriana con una tesi con il professor Carmelo Dotolo dedicata ai cosiddetti Nones, i «senza Dio» di cui nel Quaderno 3951 si è occupata anche Civiltà Cattolica.
Ha collaborato con diversi quotidiani fino alla prima assunzione al Riformista. Tre anni dopo, il passaggio al Foglio, quindi a Repubblica dove nel 2016 è diventato inviato. Nel 2022 è stato per sei mesi e mezzo vicedirettore del gruppo Athesis, media company del lombardo-veneto. Dal 2023 lavora nella redazione cultura della Radiotelevisione della Svizzera italiana (RSI).
Nel gennaio del 2025, dopo anni di scrittura di saggi e di opere da ghostwriter, ha pubblicato per Feltrinelli il suo primo libro compiutamente narrativo, “Il mantello di Rut”, una storia di memoria e di liberazione insieme, ambientato nella Roma dell’occupazione tedesca. «Un racconto che ha magia e scrittura di una limpidezza d'altri tempi», ha scritto Lia Tagliacozzo in una pagina di recensione sul Manifesto. Così, invece, Marco Ventura sul Corriere della Sera: «Nelle circostanze estreme del suo racconto, Paolo Rodari fa sbattere i personaggi contro la più sorda violenza, fisica e morale, e fa sprigionare da quell’urto il più accorato anelito di libertà».

## Opere

### Romanzi
-“Il mantello di Rut", Feltrinelli, 14 gennaio 2025 

### Primi lavori
-“La bambina che non sapeva odiare”, Lidia Maksymowicz con Paolo Rodari, Solferino, 20 gennaio 2022 
-“Sant’Umile da Bisignano”, Rubbettino, 6 gennaio 2022 
-“Ascoltare l’olio”, Paolo Pasquali con Paolo Rodari, Edizioni Polistampa, aprile 2022 
-“Il segreto di mio figlio”, Antonia Salzano Acutis con Paolo Rodari, Piemme, 5 ottobre 2021 
-“La verità ci rende liberi”, Alberto Maggi con Paolo Rodari, Garzanti, 24 settembre 2020 
-“Circolo S. Pietro. 150 anni nel cuore di Roma”, Marcianum Press, 25 aprile 2019 
-“Dio non è nascosto”, Angela Volpini con Paolo Rodari, Edizioni San Paolo, 1 aprile 2019 
-“Eurosia. Come un fiore di campo”, Edizioni San Paolo, 31 agosto 2018 
-“Francesco di Paola, un eremita nel mondo”, Rubbettino, 30 agosto 2018 
-“Mario Delpini. La vita, le idee e le parole del nuovo arcivescovo di Milano”, Piemme, 25 luglio 2017 
-“La custode del silenzio”, Antonella Lumini con Paolo Rodari, Einaudi, 29 settembre 2016 
-“Misericordia. Il Giubileo di papa Francesco”, Dionigi Tettamanzi con Paolo Rodari, Einaudi, 6 ottobre 2015 
-“Il progetto di Francesco. Dove vuole portare la Chiesa”, Víctor Manuel Fernández con Paolo Rodari, Emi, 1 gennaio 2014 
-“L’altare dell’ultimo sacrificio”, Piemme, 25 giugno 2013 
-“La Chiesa ferita. Papa Francesco e la sfida del futuro”, Giunti, 27 marzo 2013 
-“Il segno dell’esorcista. Le mie ultime battaglie contro Satana”, Gabriele Amorth con Paolo Rodari, Piemme, 12 marzo 2013 
-“La mia possessione. Come mi sono liberato da 27 legioni di demoni”, Francesco Vaiasuso con Paolo Rodari, Piemme, 4 settembre 2012 
-“L’ultimo esorcista. La mia battaglia contro Satana”, Gabriele Amorth con Paolo Rodari, Piemme, 31 gennaio 2012 
-“Attacco a Ratzinger. Accuse e scandali, profezie e complotti contro Benedetto XVI”, Paolo Rodari e Andrea Tornielli, Piemme, 24 agosto 2010 

## Premi e riconoscimenti

### Vincitore
Premio Letterario Firenze per le Culture di Pace (2016) con "La custode del silenzio" (Einaudi)